# Вязьмитина, Мария Ивановна
Мария Ивановна Вязьмитина (22 апреля 1896 — 3 апреля 1994) — советский и украинский археолог, искусствовед, востоковед, музейная работница, библиотекарь.

## Биография

### Детство и юность
Мария Вязьмитина родилась 22 апреля 1896 года в с. Круподеринцы, Бердичевский уезд, Киевская губерния (ныне Погребищенский район, Винницкая область).
В 1916 году с золотой медалью окончила 8 классов киевской Фундуклеевской женской гимназии. Осенью 1916 года поступила на историко-филологический факультет Киевских высших женских курсов, где на славяно-русском отделении проучилась до 1922 года. За работу «Синтаксис русских пословиц» получила степень кандидата филологических наук.
В гимназические годы начала работать репетитором для учащихся. Учась на Киевских высших женских курсах, работала во Всероссийском земском союзе, корреспондентом театрального отдела в отделе искусств, работницей адресного стола, машинисткой в редакциях газет.

### Искусствоведческое образование
В 1923—1924 годах училась на искусствоведческом отделении Киевского археологического института, где её преподавателями были Даниил Щербаковский, Алексей Новицкий, Сергей Гиляров, Фёдор Шмит и др.
После закрытия Киевского археологического института продолжала образование в кружке «Studio» при Кабинете украинского искусства УАН (руководитель кружка — А. Новицкий, почётные члены — Д. Щербокивский, Ф. Эрнст, В. Зуммер).
В 1927 году Вязьмитина поступила в аспирантуру при Музее искусств ВУАН в Киеве (нынешний Национальный музей искусств имени Богдана и Варвары Ханенко) и в Харьковский филиал научно-исследовательской кафедры искусствоведения АН УССР по отделу искусства Ближнего Востока. В 1929 году защитила научную работу на соискание звания научного работника-искусствоведа на тему «Мусульманская инкрустированная бронзовая посуда времён расцвета».

### Работа в Музее Искусств ВУАН
С 1930 до 1934 год работала в Музее искусств ВУАН заведующей отделом искусства Востока, который сама организовала. Также в 1929 году организовала отдел искусства Востока в Харьковском художественно-историческом музее.
Во время работы в музее участвовала в экспедициях в Среднюю Азию, Крым и Кавказ, была участницей конференций в Керчи (1926), в Херсонесе (1927), Всесоюзного съезда востоковедов в Харькове. В 1935 году была приглашена на 5-й международный конгресс по иранской археологии и искусству в Ленинграде.
В течение 1930—1931 годов читала курс по истории искусства Ближнего Востока в Киевском художественном институте на музейном отделении.
После закрытия в 1934 году отдела Востока Музея искусств ВУАН перешла на работу в библиотеки. Работала заведующей библиотеки в Институте геологии и минералогии в 1934—1935 годах, позже — в киевском Доме архитекторов с 1936 по 1941 год.

### Работа в библиотеках и в экспедициях М. Массона
В 1937 году участвовала в Термезской археологической комплексной экспедиции (руководитель — Михаил Массон) в качестве начальницы отряда и проводила раскопки на городище Айртам древней Бактрии времён Кушанского царства.
Во время оккупации находилась в Киеве, работая в фондах закрытых библиотек в помещении Киевского университета им. Т. Шевченко.
В течение 1943—1944 годов заведовала библиотекой Союза советских архитекторов в Киеве. В 1944 году основала Научную библиотеку Академии архитектуры УССР (ныне — Государственная научная архитектурно-строительная библиотека имени В. И. Заболотного), работой которой руководила до 1948 года.
Параллельно работала в Юго-Туркменской археологической комплексной экспедиции — с 1946 года. В течение четырёх сезонов проводила раскопки на парфянском городище Новая Ниса в качестве начальницы отряда.

### Защита диссертации
В 1947 году защитила диссертацию на степень кандидата исторических наук при Среднеазиатском государственном университете (Ташкент) на тему «Памятники кушанского искусства в Айртами», по результатам собственных раскопок 1937 года.

### Работа в Институте археологии АН УССР
В 1948 году как специалист в области искусства и культуры восточных народов была приглашена в Институт археологии АН УССР на должность старшего научного сотрудника отдела скифо-античной археологии. Сначала работала над темой скифского звериного стиля. Вместе с Евгенией Покровской в 1950 году проводила полевые исследования раннескифского городища в окрестностях с. Жаботин, Черкасская область.
С 1950 года, в связи с изменениями в тематическом плане Института, ей предложили заняться памятниками сарматских племён. В 1951—1952 годах она участвовала в работе Молочанской экспедиции, раскапывая сарматские могильники возле с. Новопилиповка и совхоза Аккермень (Запорожская область). Так ней были заложены основы изучения сарматских памятников на Украине. Ей принадлежат обобщающие труды по этому вопросу — начиная от публикаций в первых Кратких сообщениях Института археологии и «Очерках древней истории УССР» в соответствующие разделы в фундаментальном издании «Археология Украинской ССР» (1971) и его переиздании на русском языке (1986).
В течение 1954—1963 годов проводила раскопки позднескифского городища и могильника Золотая Балка (Херсонская область), результатом чего стали две монографии.
В течение 1956 года заведовала Научным архивом Института, который после неё возглавил Виктор Петров.
В Институте археологии проработала до выхода на пенсию в 1970 году, после чего, однако, продолжала научную работу. Свой личный архив Мария Вязьмитина передала Научному архиву Института археологии НАН Украины.
Проживала в Киеве.

### Смерть и похороны
Умерла 3 апреля 1994 года. Похоронена на Байковом кладбище в Киеве, вместе с подругой, искусствоведом Марией Новицкой, недалеко от могилы Леси Украинки.

## Память
В честь 120-летнего юбилея Марии Вязьмитиной в апреле 2016 года Национальным музеем искусств им. Богдана и Варвары Ханенко был проведён научный семинар «Искусство ислама в музеях Украины», а Государственной научной архитектурно-строительной библиотеки им. В. Заболотного — конференция «Библиотекарь Украины Мария Вязьмитина».

## Труды
- Ісламські збірки Харківського художньо-історичного музею (бронза, кераміка, дерево) // Мистецтвознавство. — Харків, 1928. — Зб.1. — С. 129—145.
- Мистецтво Сходу. — Харків, 1929.
- Мистецтво країн ісляму. Каталог. — К., 1930.
- Раскопки на городище Айртам. // Труды АН Уз ССР. — Т.2. — Термезская археологическая экспедиция. — Ташкент, 1945. — С. 23-34.
- Керамика Айртама времени кушанов. // Труды Академии наук УзССР. — Т. 2. — Термезская археологическая экспедиция. — Ташкент, 1945. — С. 35-64.
- Археологическое изучение городища Новая Ниса в 1946 г. // Тр. ЮТАКЭ. — Т.1. — Ашхабад, 1949. — С. 147—169.
- Памятники раннего железного века в окрестностях с. Жаботин, Кировоградской области. // Краткие сообщения Института археологи, Вып.1. — К., 1952.
- Изучение сарматских племен степной Украины // Краткие сообщения Института археологи, Вып.2. — К., 1953.
- Сарматские погребения у с. Новофилипповка // Вопросы скифо-сарматской археологии. — М., 1954.
- Археологические работы на городище Новая Ниса в 1947 г. // Тр. ЮТАКЭ. — Т.2. — Ашхабад, 1954. — С. 147—168.
- Сарматські племена // Нариси стародавньої історії Української РСР. — К., 1957.
- Вивчення сарматів на території Української РСР // Археологічні пам’ятки УРСР. — К., 1960. Т.8.
- Кургани біля с. Новопилипівка і радгоспу Аккермень // Археологічні пам’ятки. — К., 1960. Т.8. (совавт.)
- Золота Балка. Поселення сарматського часу на нижньому Дніпрі. — К., 1962.
- Ранние памятники скифского звериного стиля // СА. — 1963. — № 2.
- Фракийские элементы в культуре населения городищ Нижнего Днепра // МИА. — 1969.
- Терракотовые статуэтки из с. Золотая Балка // Терракоты Северного Причерноморья. — М., 1970.
- Пам’ятки та культура сарматів // Археологія Української РСР. — К., 1971. Т.2.
- Золотобалковский могильник — К., 1972.
- Портретная эмблема из Золотой Балки // Ольвия. — К., 1975.
- Городища Нижнего Днепра // Археология Украинской ССР — К., 1986. Т.2.
- Сарматское время. // Археология Украинской ССР — К., 1986. Т.2.